# Tour de France 2006 – 3. etapa
- 4. červenec
- Esch-sur-Alzette – Valkenburg
- 216,5 km

## Profil

### Sprintérské prémie
- 35. km – Mersch
- 144. km – Spa
- 176,5. km – Aubel

### Horské prémie
- 131. km – Côte de la Haute-Levée 502 m n. m., 3,6 km se stoupáním 5,5 % (3. kategorie)
- 155. km – Côte de Oneux 327 m n. m., 3,2 km se stoupáním 5,1 % (3. kategorie)
- 165,5. km – Côte de Petit-Rechain 270 m n. m., 1,7 km se stoupáním 4,7 % (4. kategorie)
- 189. km – Côte de Loorberg 216 m n. m., 1,3 km se stoupáním 5,8 % (4. kategorie)
- 201. km – Côte de Trintelen 195 m n. m., 1,7 km se stoupáním 5,1 % (4. kategorie)
- 214,5. km – Le Cauberg 135 m n. m., 0,8 km se stoupáním 7,3 % (3. kategorie)

## Klasifikace sprintérských prémií

### Mersch, 35. km
| 1 | Jens Voigt         | 6 b + 6 s |
| 2 | Jose Luis Arrieta  | 4 b + 4 s |
| 3 | Christophe Laurent | 2 b + 2 s |

### Spa, 144. km
| 1 | Jens Voigt         | 6 b + 6 s |
| 2 | Jose Luis Arrieta  | 4 b + 4 s |
| 3 | Christophe Laurent | 2 b + 2 s |

### Aubel, 176,5. km
| 1 | Jose Luis Arrieta  | 6 b + 6 s |
| 2 | Jens Voigt         | 4 b + 4 s |
| 3 | Christophe Laurent | 2 b + 2 s |

## Klasifikace horských prémií

### Côte de la Haute-Levée, 131. km
| 1 | Jérôme Pineau      | 4 b |
| 2 | Unai Etxebarria    | 3 b |
| 3 | Christophe Laurent | 2 b |
| 4 | Jens Voigt         | 1 b |

### Côte de Oneux, 155. km
| 1 | Jérôme Pineau      | 4 b |
| 2 | Unai Etxebarria    | 3 b |
| 3 | Christophe Laurent | 2 b |
| 4 | Jens Voigt         | 1 b |

### Côte de Petit-Rechain, 165,5. km
| 1 | Jérôme Pineau     | 3 b |
| 2 | Jens Voigt        | 2 b |
| 3 | Jose Luis Arrieta | 1 b |

### Côte de Loorberg, 189. km
| 1 | Jérôme Pineau     | 3 b |
| 2 | Jose Luis Arrieta | 2 b |
| 3 | Jens Voigt        | 1 b |

### Côte de Trintelen, 201. km
| 1 | Jose Luis Arrieta  | 3 b |
| 2 | Christophe Laurent | 2 b |
| 3 | Jens Voigt         | 1 b |

### Le Cauberg, 214,5. km
| 1 | Matthias Kessler | 4 b |
| 2 | Philippe Gilbert | 3 b |
| 3 | Michael Boogerd  | 2 b |
| 4 | Tom Boonen       | 1 b |

## Pořadí v etapě
| *  | Jezdec           | Tým                    | Čas     |
| -- | ---------------- | ---------------------- | ------- |
| 1  | Matthias Kessler | T-Mobile Team          | 4:57:54 |
| 2  | Michael Rogers   | T-Mobile Team          | + 0:05  |
| 3  | Daniele Bennati  | Lampre-Fondital        | + 0:05  |
| 4  | Tom Boonen       | Quick Step-Innergetic  | + 0:05  |
| 5  | Erik Zabel       | Team Milram            | + 0:05  |
| 6  | Luca Paolini     | Liquigas               | + 0:05  |
| 7  | Oscar Freire     | Rabobank               | + 0:05  |
| 8  | Eddy Mazzoleni   | T-Mobile Team          | + 0:05  |
| 9  | Georg Totschnig  | Gerolsteiner           | + 0:05  |
| 10 | Fabian Wegmann   | Gerolsteiner           | + 0:05  |
| .. | ……………….          | ………………                 | …….     |
| 80 | Pavel Padrnos    | Discovery Channel Team | + 0:22  |

Nejaktivnější jezdec:  Jose Luis Arrieta

## Celkové pořadí
| Tom Boonen 14:52:23    | Tom Boonen 67      | Jérôme Pineau 17      | Marcus Fothen 14:52:48   |
| Michael Rogers + 0:01  | Daniele Bennati 66 | David De La Fuente 14 | Benoit Vaugrenard + 0:03 |
| George Hincapie + 0:05 | Robbie McEven 65   | Fabian Wegmann 12     | Philippe Gilbert + 0:11  |